# Kelly Divine
Kelly Divine, née le 3 juillet 1984 à Chester (Pennsylvanie), est une actrice de films pornographiques américaine.

## Biographie

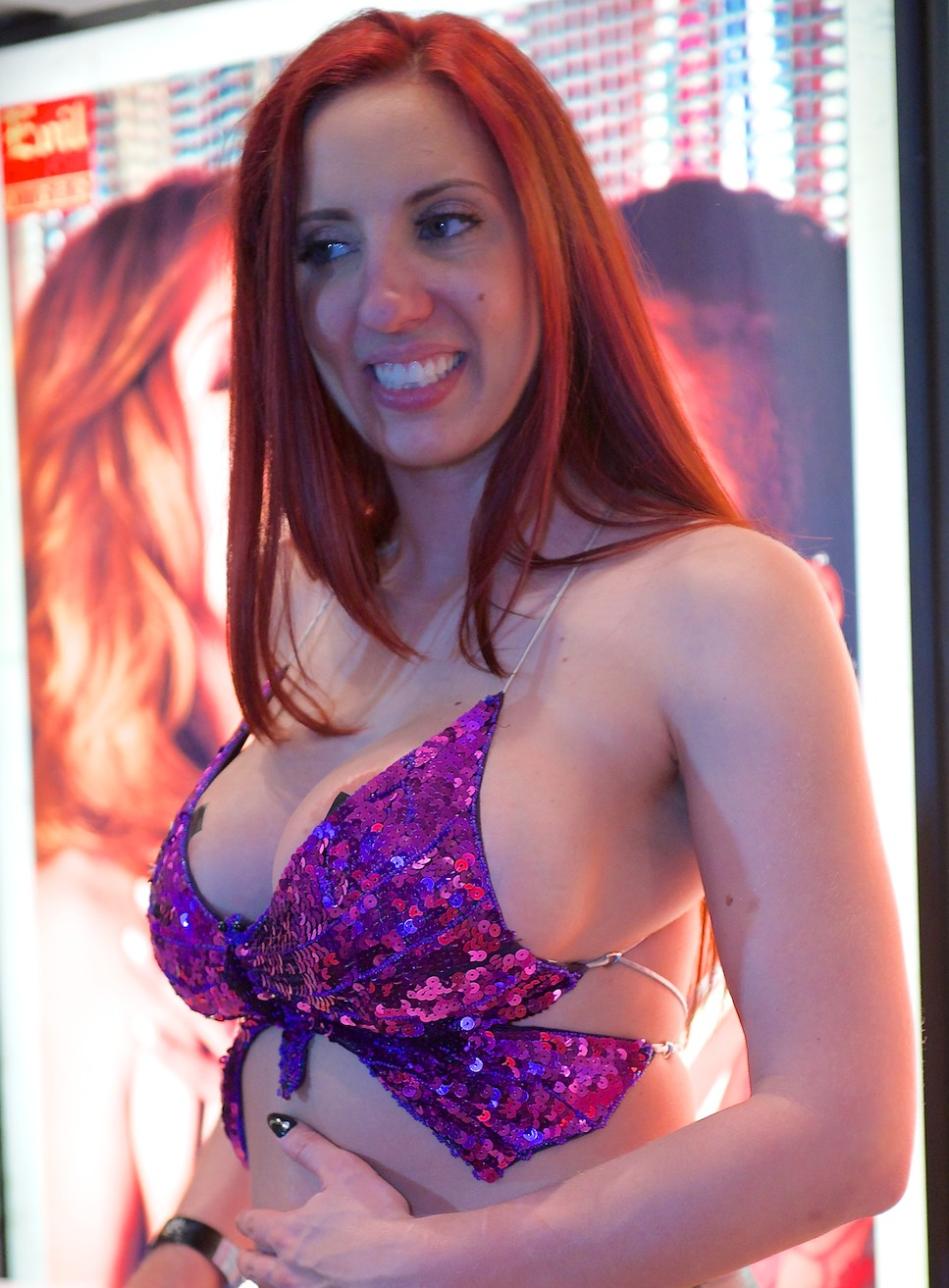
Kelly Divine en 2013.

Elle a commencé ses études dans une école catholique avant de terminer dans une école publique. Elle a travaillé comme coiffeuse et mannequin avant de devenir actrice pornographique.
Elle quitta l'industrie du X en 2014 à la naissance de sa fille ; néanmoins, elle continua à faire des scènes amateurs avec son conjoint jusqu'en 2016. Depuis, elle continue à faire des photos suggestives sur son compte OnlyFans. Elle vit actuellement à Philadelphie.

## Récompenses et nominations
- 2010 : AVN Award nomination - Unsung Starlet of the Year[4]
- 2011 : AVN Award nomination - Unsung Starlet of the Year[4]
- 2012 : AVN Award nomination - Best Anal Sex Scene "Kelly Divine Is Buttwoman", Elegant Angel Productions[5]
- 2012 : Nightmoves nomination - Best Ass[4]
- 2013 : The Fannys winner - Most Heroic Ass (Best Anal)[4]
- 2013 : Nightmoves nomination - Best Ass[4]
- 2013 : Sex Awards nomination - Porn Star of the Year
- 2013 : SPANK BANK AWARDS - Cock Crazed Cumaholic of the Year[4]
- 2014 : The Fannys nomination - Most Heroic Ass (Best Anal)[5]
- 2014 : XBiz Awards nomination - Best Scene - Parody Release, Clerks XXX: A Porn Parody
- 2015 : AVN Award nomination - Best Three-Way Sex Scene: G/G/B, Angela 1 (2014)[5]
- 2015 : AVN Award nomination - Fan Award: Social Media Star[5]
- 2015 : AVN Award nomination - Fan Award: Hottest Ass[5]

## Filmographie sélective
- 2007 : Bubble Bursting Butts 6
- 2007 : I Film Myself 4
- 2007 : Plumpy Tits
- 2008 : Big Wet Asses 13
- 2008 : Don't Pull Out 5
- 2008 : Juicy White Anal Booty 2
- 2009 : Interracial Muff Munchers
- 2009 : POV Jugg Fuckers 2
- 2009 : Touch My Tushy
- 2010 : Bangin in the Woods
- 2010 : Belladonna: No Warning 5
- 2010 : Cum Junkie
- 2010 : Everything Butt 9793
- 2010 : Face Fucking Inc. 9
- 2010 : Facesitters in Heat 17
- 2010 : Throat Love 5
- 2011 : Belladonna: No Warning 6
- 2011 : Strawberry Milk Juggs
- 2011 : Kelly Divine Is Buttwoman
- 2011 : Pussy Hunter
- 2011 : Sweet Mommas Deep Throat Donations
- 2011 : Women Seeking Women 72
- 2012 : Alexis Golden's Orgy Series: Foursome Fucking 2
- 2012 : Creampie On A Divine Ass
- 2012 : Enormous Ass and Tits
- 2012 : Fashionista Facist Fuck
- 2012 : Girls Love Girls 4
- 2012 : Porn Fidelity Goes Hardcore 2
- 2012 : Public Disgrace 16734
- 2012 : Wired Pussy 8002
- 2013 : A-List Pussy
- 2013 : Big Tit Fanatic 2
- 2013 : Big Tits Boss 22
- 2013 : Buttman's Double Speculum Club
- 2013 : Clerks XXX: A Porn Parody
- 2013 : Courtney Cummz: Goo Gobblers
- 2013 : Fucking Machines 16909
- 2013 : Kelly Divine Live
- 2013 : Kelly Divine Solo
- 2013 : Total Titty Fucking Domination
- 2014 : 033 Angela White X Kelly Divine
- 2014 : Angela 1
- 2014 : Blowjob Fridays 14
- 2014 : Fuck My Face 2
- 2014 : Kelly Divine Masturbating
- 2014 : Molly's Life 22
- 2015 : 063 Angela White X Manuel Ferrara X Kelly Divine
- 2015 : All About That Bass
- 2015 : Anal Therapy
- 2015 : Booty Queen
- 2015 : Jada Stevens and Kelly Divine Share Cock
- 2015 : Lesbian Guilty Pleasures 2
- 2015 : Pornstar Spa 14
- 2015 : Prime Pussy 1
- 2016 : All Girls Gangbang With Toys and Bottle Feat. Kelly Divine
- 2016 : Bang The White Girl
- 2016 : Big Butt Anal Threesomes
- 2016 : Nature Trail
- 2016 : Naughty Stepsisters
- 2017 : Curvy 2